# 하이키정
하이키정(早岐町)은 나가사키현 히가시소노기군에 있던 정이다.

## 역사
- 1889년 4월 1일 - 정촌제 시행에 의해 히가시소노기군 하이키촌이 성립하였다.
- 1897년 -규슈철도 (후에 일본국유철도)가 개업하여, 하이키역이 설치되었다.
- 1923년 4월 1일 - 정으로 승격해 하이키정이 되었다.
- 1942년 5월 27일 - 오노정, 나가사토촌, 가이제촌과 함께 사세보시에 편입해 하이키정은 소멸하였다.

## 교통

### 철도
- 철도성
  - 사세보선

## 참고문헌
- 角川日本地名大辞典 42 長崎県
- 長崎県東彼杵郡教育会 編 (1917). 《長崎県東彼杵郡誌》. 長崎県東彼杵郡教育会. 575–597쪽. 다음 글자 무시됨: ‘和書 ’ (도움말) - Google ブックス
- 『市町村併合ニ関スル件』昭和17年5月19日長崎県告示第393号・394号（佐世保市例規集）
- 『市内土地字名改称ノ件』昭和17年5月26日長崎県告示第68号（佐世保市例規集）